# Julia Wojciechowska
Julia Wojciechowska, później Senftleben (ur. 5 maja 1915 w Mielcu, zm. 5 maja 1986 w Lesznie) – polska gimnastyczka, olimpijka z Berlina 1936.

## Życiorys
Urodziła się w rodzinie stolarza, lutnika Teodora Wojciechowskiego (1886–1942) i Marii z Kisielów (1885–1960). Miała starszą siostrę Marię po mężu Witkowską (1912–1944) oraz brata Tadeusza. Ukończyła szkołę powszechną w Dębicy. W 1935 zaczęła uczęszczać na zajęcia gimnastyczne odbywające się w dębickim oddziale Towarzystwa Gimnastycznego „Sokół”. 10 listopada 1935 w Warszawie wzięła udział w I Mistrzostwach Polski w Gimnastyce.
Na XI Igrzyskach Olimpijskich w Berlinie w 1936 zajęła:
- 5. miejsce w wieloboju drużynowym
- 28. miejsce w ćwiczeniach na poręczach z notą 20,90
- 37. miejsce w ćwiczeniach na równoważni z notą 20,55
- 47. miejsce w wieloboju indywidualnym
- 63. miejsce w skoku przez konia z notą 16,40

W nagrodę za udział w IO Wojciechowska (podobnie jak inne jej uczestniczki) otrzymała na własność strój olimpijski.
Mieszkała w Dębicy, gdzie w „Sokole” prowadziła zajęcia gimnastyczne, oraz okresowo w Krakowie, gdzie trenowała gimnastykę w miejscowym „Sokole”, oraz pracowała w krakowskiej fabryce kabli. Do wybuchu II wojny światowej startowała w zawodach i mistrzostwach w kraju i zagranicą.
Lata okupacji niemieckiej spędziła w Dębicy pracując w małym zakładzie produkcyjnym. Od 1944 była żoną Leona Senftlebena (zm. 1959), z którym miała syna Ignacego i córkę Janinę.
Po wojnie przeprowadziła się z mężem do Leszna. Od połowy lat 50. włączyła się w działalność lesznieńskiego oddziału Towarzystwa Krzewienia Kultury Fizycznej, prowadząc ćwiczenia z gimnastyki w spółdzielni inwalidów. Należała do Wielkopolskiego Klubu Olimpijczyka.
Zmarła w Lesznie, pochowana została 9 maja 1986 na miejscowym cmentarzu parafialnym.

## Odznaczenia
- Państwowa Odznaka Sportowa klasy 3 (25 stycznia 1938)[3]